# Zuccagnia
Zuccagnia là một chi thực vật có hoa trong họ Đậu.